# Lombardiska
Lombardiska (på lombardiska lombard, lumbaart, lombart) är en dialektgrupp eller samling av språkvarianter som talas i huvudsak i norra Italien (mestadels i Lombardiet och i angränsande områden) och södra Schweiz (Ticino och Graubünden). Lombardiska tillhör den gallo-romanska gruppen av de romanska språken..
De två huvudsakliga varianterna västlombardiska och östlombardiska uppvisar stora skillnader och de går inte alltid att ömsesidigt förstå. Tidigare har man enbart talat dialekt, men idag talar nästan alla även italienska eller franska. Lombardiskan har en starkare ställning i Schweiz än i Italien. Litteratur på lombardiska finns sedan gammalt. En ordbok i fem större volymer finns, men den har liten spridning. Många som talar lombardiska talar italienska med främlingar.

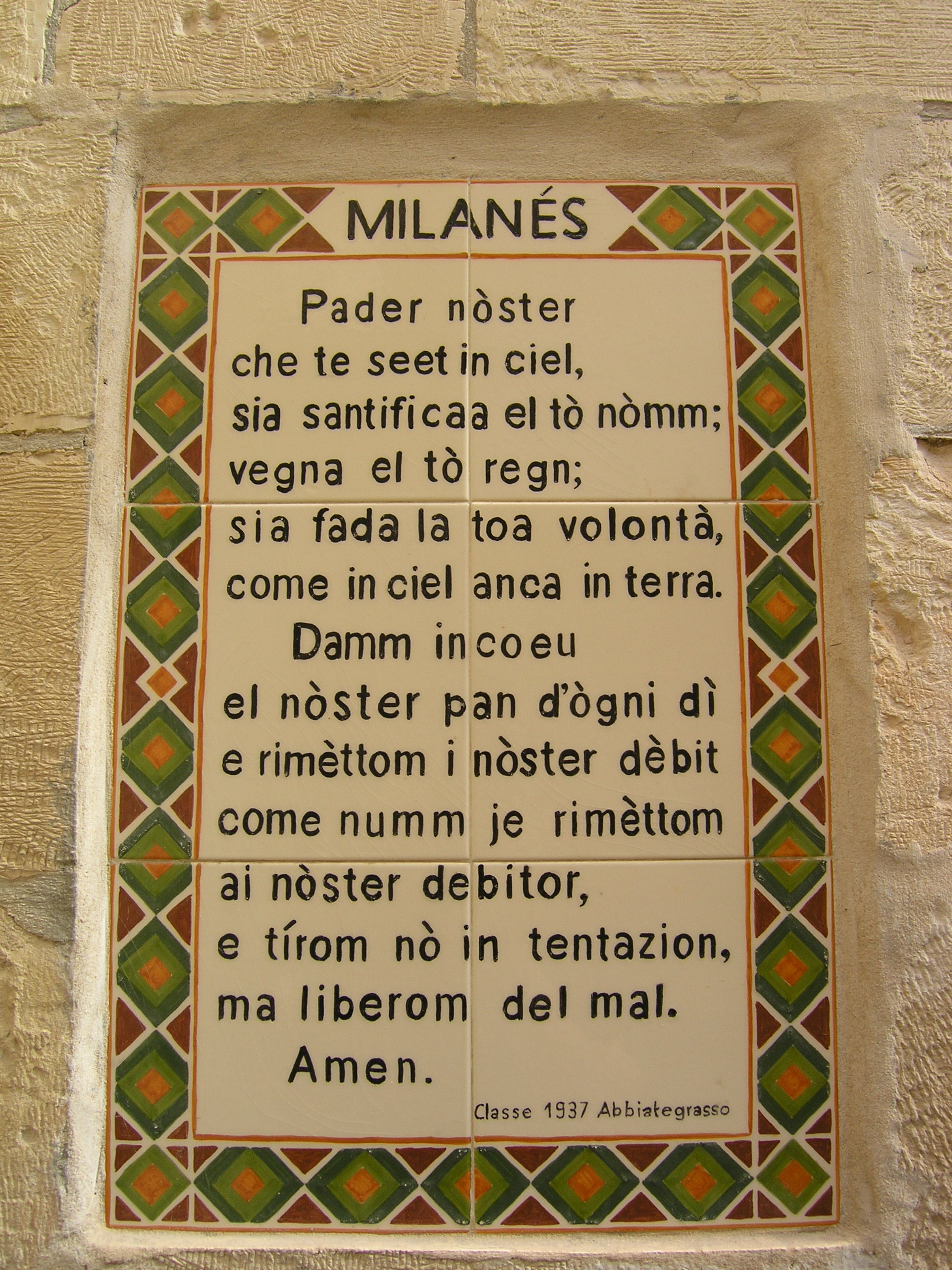
Herrens bön på lombardiska, i Milans dialekt, i Pater Noster kyrka, Jerusalem.

## Fonologi

### Konsonanter
|             | Bilabial | Labiodental | Dental | Alveolar | Postalveolar | Palatal | Velar    |
| ----------- | -------- | ----------- | ------ | -------- | ------------ | ------- | -------- |
| Nasal       | m        |             | n      |          |              | ɲ       |          |
| Klusil      | p \| b   |             | t \| d |          |              |         | k \| g   |
| Affrikat    |          |             |        | sʤ       | ʧ \| ʤ       |         | sk \| zg |
| Frikativ    |          | f \| v      |        | s \| z   | ʃ \| ʒ       |         |          |
| Tremulant   |          |             |        | r        |              |         |          |
| Approximant |          |             |        | l        |              | j       | w        |

Källa:

### Vokaler
|            | Främre | Central | Bakre |
| ---------- | ------ | ------- | ----- |
| Sluten     | i \| y |         | u     |
| Halvsluten | e \| ø |         | o     |
| Halvöppen  | ɛ      |         | ɔ     |
| Öppen      |        | a       |       |

Källa: